# Freddy Bichot
Freddy Bichot (Saint-Fort, 9 de septiembre de 1979) es un ciclista francés.

## Trayectoria
Participó en el Giro de Italia 2004, cuando se retiró después de la etapa 9. En 2005 hizo lo mismo, pero se retiró después de la etapa 13. Ese mismo año ganó la primera etapa de la Estrella de Bessèges y también ganó la clasificación general de esa raza. También tomó parte en la Vuelta a España 2006 el Tour de Francia 2007 y el de 2008.
En 2011 se recalificó como amateur y se proclamó campeón de Francia de la categoría. 

## Palmarés
2005
- Estrella de Bessèges, más 1 etapa

2008
- Boucles de la Mayenne

2009
- Les Boucles du Sud Ardèche
- 1 etapa de la París-Corrèze
- 1 etapa del Tour de Valonia

## Resultados en Grandes Vueltas
| Carrera | Carrera         | 2003 | 2004 | 2005 | 2006  | 2007  | 2008  | 2009 | 2010 | 2011 | 2012 |
| ------- | --------------- | ---- | ---- | ---- | ----- | ----- | ----- | ---- | ---- | ---- | ---- |
|         | Giro de Italia  | —    | Ab.  | Ab.  | —     | —     | —     | —    | —    | —    | —    |
|         | Tour de Francia | —    | —    | —    | —     | 102.º | 132.º | —    | —    | —    | —    |
|         | Vuelta a España | —    | —    | —    | F. c. | —     | —     | —    | Ab.  | —    | —    |

—: no participa

F. c.: fuera de control.

Ab.: abandono

## Equipos
- Française des Jeux (2002)[1]
- Barloworld (2003)[2]
- Française des Jeux (2004-2006)
  - FDJeux.com (2004)
  - Française des Jeux (2005-2006)
- Agritubel (2007-2009)
- Bbox Bouygues Télécom (2010)
- Véranda Rideau-Super U